# 克雷昂斯
克雷昂斯（法語：Créances，法語發音：[kʁeɑ̃s]）是法国芒什省的一个市镇，属于库唐斯区。

## 地理
克雷昂斯（49°12'4"N, 1°34'1"W）面积20.32 平方千米，位于法国诺曼底大区芒什省，该省份为法国西北部沿海省份，西、北、东北三面环大西洋，东起顺时针与卡爾瓦多斯省、奧恩省、马耶讷省和伊勒-维莱讷省接壤。
与克雷昂斯接壤的市镇（或旧市镇、城区）包括：拉弗伊、皮鲁、艾河畔圣日耳曼、莱赛。

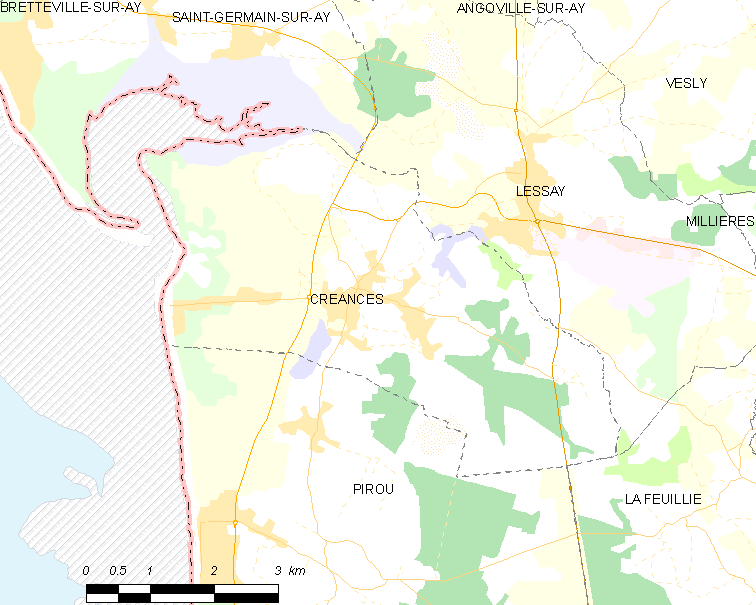
克雷昂斯的OSM定位图

克雷昂斯的时区为UTC+01:00、UTC+02:00（夏令时）。

## 行政
克雷昂斯的邮政编码为50710，INSEE市镇编码为50151。

## 政治
克雷昂斯所属的省级选区为克雷昂斯县。

## 人口

1962-2008年间克雷昂斯人口变化图示

克雷昂斯于2022年1月1日时的人口数量为2079人。